# Johann Conrad Meyer
Johann Conrad Meyer (* 5. Mai 1544 in Schaffhausen; † 18. Juni 1604 in Maienfeld) war Bürgermeister in Schaffhausen und Politiker.

## Leben

### Familie und Privates
Johann Conrad Meyer wurde als Sohn des Conrad Meyer (vor 1517 erstmals erwähnt; † 4. Februar 1554 in Schaffhausen), Bäckerzunftmeister und von 1546 bis 1553 Bürgermeister von Schaffhausen, geboren. Bei seiner am 5. Mai 1544 erfolgten Taufe standen ihm Hans Peyer und Elsbeth Ziegler Pate. Er hatte noch drei Geschwister:
- Bernhardin Meyer (* 1545; † 8. September 1598), wurde 1582 Landvogt in Neunkirch, 1586 Stadtbaumeister und am 28. Mai 1588 Säckelmeister. Nach seinem Tod liess Johann Conrad Meyer ein Epitaph im Kreuzgang zu Allerheiligen, als ein Zeugnis brüderlicher Liebe, errichten;
- Michael Meyer, Landvogt im Klettgau;
- Beatrix Meyer, verheiratet mit Beat Schalch.

Ausserhalb der Stadtmauern liess er das ehemals bescheidene Sonnenburggut unter erheblichen Kosten zu einem repräsentativen, schlossähnlichen Landsitz ausbauen.
Durch seinen Besitz mehrerer stattlicher Häuser sowie seinem aufwendigen Lebensstil und dem Abschluss einiger ungünstiger Bürgschaften, für die er die Verpflichtungen übernommen hatte, erlitt er einen Konkurs und floh am 19. April 1599 daraufhin aus Schaffhausen zum Grafen Rudolf von Sulz, für den er auch gebürgt hatte, und fand Unterschlupf in dessen Schloss Jestetten. Die städtischen Behörden von Schaffhausen wandten sich daher am 30. Mai 1599 brieflich an den sulzischen Landvogt im Klettgau, seinen Bruder Michael Meyer, mit der Bitte um Mithilfe bei der Fahndung nach dem Flüchtigen. Ein ähnliches Schreiben ging gleichzeitig an den Obervogt in Neunkirch, Franziskus Ziegler. Im Falle der Aufspürung sollte Johann Conrad Meyer als Gefangener nach Schaffhausen gebracht werden. Er floh dann nach Maienfeld und war dort von 1599 bis 1604 als Lehrer tätig. Er starb in ärmlichen Verhältnissen; Bartholomäus Anhorn der Ältere hielt seine Leichenpredigt.
Johann Conrad Meyer war seit 1570 mit Helena (1536–1596), Tochter des Jacob Studer (1574–1622), Kaufmann und Bürgermeister von St. Gallen und Witwe des vermögenden St. Galler Kaufmann Niklaus Schlumpf (1531–1569), verheiratet; die Ehe blieb kinderlos.

### Ausbildung, berufliche und politische Tätigkeiten
Nach dem Besuch der Schulen in Schaffhausen studierte er in der Zeit von 1562 bis 1567 und hatte sich hierzu am 1. Mai 1562 an der Universität Basel immatrikuliert. Von dort ging er an die Universität Heidelberg (am 9. Dezember 1562 immatrikuliert), dann in der Zeit von 1565 bis 1566 an die Universität Orléans und schliesslich an die Universität Padua (immatrikuliert am 8. Oktober 1567). An Letztgenannter erlangte er auch den Doktor beider Rechte.
Von 1570 bis 1571 war er Urteilssprecher (Beisitzer) des Stadt- oder Schuldgerichtes in Schaffhausen, vom 4. Juni 1571 bis 1577 Säckelmeister (vierthöchstes Amt der Stadt) und von 1572 bis 1577 Obmann des Ehegerichtes. Als Vertreter der Bäckerzunft gehörte er von 1570 bis 1572 dem Grossen Rat als Mitglied an; von 1572 bis 1599 war er Mitglied des 24-köpfigen Kleinen Rats.
Am 18. April 1574 wurde er Obervogt von Merishausen und Bargen. Am 24. Mai 1575 ernannte ihn der Grosse Rat zum Statthalter, den er bis 1577 blieb. Gleichzeitig wirkte er auch als Mitglied des Scholarchenrates, in welchem kirchliche und schulische Angelegenheiten behandelt wurden.
Nach dem Tod von Bürgermeister Alexander Peyer (1500–1577) am 10. Januar 1577 rückte nun der bisherige Stellvertreter nach, so dass Johann Conrad Meyer am 27. Mai 1577 zum amtierenden Bürgermeister gewählt wurde. Dieses Amt hatte er alternierend inne, als einer der beiden sich jährlich abwechselnden Bürgermeister bis 1599. Neben ihm übten seine Amtskollegen Dietegen Ringk von Wildenberg, Bürgermeister von 1559 bis 1590, und Hans Jacob Ziegler, Bürgermeister von 1590 bis 1599, diese Funktion aus.
Seine Amtszeit als Bürgermeister war geprägt durch die Wirren der Gegenreformation, die eine Spaltung der Eidgenossenschaft bewirkten. In Schaffhausen entstand eine ernsthafte Bedrohung durch heranrückende katholische Truppen wie auch im Innern durch die Wiedertäuferbewegung in Schleitheim.
Meyer fungierte wiederholt als Gesandter. Von 1572 bis 1599 nahm er 78-mal an den Tagsatzungen in Baden sowie 26-mal an den, meist im evangelischen Teil des Aargaus abgehaltenen, Konferenzen teil.
Er vermittelte 1573 in Chur wegen des Aufruhrs in den drei Bünden, 1583 in Baden wegen eines Streits zwischen dem Bischof und der Stadt Basel, 1587 in Mülhausen wegen der dortigen «verwirrten Handlung» und im Sommer 1590 in St. Maurice bei der Einigung der vier evangelischen Städte zwischen Savoyen und Genf.
Er war aber auch Schiedsrichter, unter anderem 1582 bei der Erneuerung des Bündnisses für die Schweizer Truppen in französischen Diensten für das Königshaus der Bourbonen in Paris. Die Reise nach Paris unternahm er vom 2. November 1582 bis 31. Dezember 1582 als Mitglied einer 24-köpfigen Delegation, die im Namen der elf verbündeten Orte die neue Soldallianz mit Frankreich beschwören sollte; der feierliche Vollzug erfolgte im Beisein des Königs Heinrich IV. am 2. Dezember 1582 in der Kathedrale Notre-Dame de Paris. Am 9. Dezember erfolgte die Abschiedsaudienz im Louvre mit abschliessender Aufwartung bei der Königin Margarete von Valois und der Königinmutter Caterina de’ Medici. Vom 6. Oktober bis 21. Oktober 1595 hielt er sich ein weiteres Mal als Mitglied einer eidgenössischen Gesandtschaft in Frankreich auf, die den Auftrag hatte, sich der Neutralität König Heinrichs IV. gegenüber der Eidgenossenschaft bei seinem Feldzug in die Freigrafschaft Burgund zu versichern.
Im April 1584 fungierten er und Alt-Schultheiss Heinrich Fleckenstein († 1589) aus Luzern als Schiedsleute der eidgenössischen Orte in den Meinungsverschiedenheiten zwischen Bern und Freiburg wegen der Verwaltung der Herrschaften Grandson und Grasburg.
1585 wurde er von der Konferenz der vier evangelischen Städte Zürich, Bern, Basel und Schaffhausen als alleiniger Deputierter an den Herzog Ludwig von Württemberg abgeordnet, um diesen «in Aller Namen» zu ersuchen, seinen Prädikanten der augsburgischen Confession das öffentliche Lästern und Schmähen gegen ihre schweizerischen Religionsgenossen zu untersagen.
Zusammen mit Unterschreiber Georg Mäder und den Abgeordneten der drei anderen evangelischen Städte wurde er im November 1585 auch «mit einer Instruction» zu den Fünf Orten und später ebenso nach Solothurn und Freiburg gesandt.
In den Friedensvermittlungen zwischen Bern und Savoyen im Jahre 1589, bei denen es um das weitere Schicksal Genfs ging, gehörte er zu den sieben von der Tagsatzung bestimmten Gesandten, und zwei Jahre später, Ende 1591, war er einer der acht Abgeordneten nach Basel, die im Namen der zwölf Orte den Streit zwischen der Stadt und ihren Untertanen in verschiedenen Ämtern und Vogteien wegen der Einführung eines Ungeldes auf Wein und Fleisch zu schlichten hatten.
Ebenfalls im Dienste der fünf evangelischen Orte, zu denen auch Glarus gehörte, reiste er im Oktober 1590, zusammen mit Heinrich Thomann (1520–1592) aus Zürich, in der Angelegenheit der Mülhauser Unruhen zu Erzherzog Ferdinand von Österreich nach Innsbruck.
1592 wünschte ihn die Stadt Genf in ihren Friedensverhandlungen mit Savoyen ausdrücklich als Schiedsrichter, was offenbar als eine besondere Auszeichnung, auch für den Stand Schaffhausen, angesehen wurde.
Die gesamte Eidgenossenschaft vertrat er im Juli 1593 gemeinsam mit dem Zürcher Ratsherrn Gerold Escher am grossen Münztag in Konstanz, der veranstaltet worden war, um gegen das Überhandnehmen der fremden Münzen geeignete Massnahmen zu finden, und eine Einheitlichkeit zu erzielen.
Vom 31. August bis 8. September 1597 sass er bei den Verhandlungen über die Teilung des Landes Appenzell als einer der drei Vertreter der äusseren Rhoden im sechsköpfigen Schiedsgericht.
Am 7. November 1597 nahmen er und Statthalter Georg Mäder, von Bern als Schiedsmänner berufen, an den neuerlichen Einigungsbesprechungen mit Freiburg teil, die zum sogenannten sensischen Vertrag zwischen Bern und Freiburg führten, und im Juni 1598 schliesslich gehörte er zu den vier «unparteiischen Zusätzern» in der Marchbereinigung zwischen den Freiämtern und den Gebieten Berns und der Edlen von Hallwyl, und zwar wiederum als Vertrauensmann Berns, zusammen mit Bürgermeister Hans Rudolf Huber aus Basel.
Unter seiner Aufsicht wurde 1585 die Erneuerung der Rheinbrücke in Angriff genommen, hierbei wurde die hölzerne Brücke durch eine Steinbrücke ersetzt. 1589 wurden die Bauarbeiten an der Festung Munot unter seiner Führung abgeschlossen.

### Private Verbindungen
Meyer hatte verschiedene Verbindungen zu den bedeutenden Gelehrten seiner Zeit, hierzu gehörten Johann Jacob Rüeger, der öfter zum Essen eingeladen worden war, sowie Adolf Occo (1524–1606) und Johann Georg von Werdenstein in Augsburg, sowie Basilius Amerbach in Basel und Junker Hans Ulrich Hans von Schellenberg (1518–1606) auf Schloss Randegg. Beziehungen hatte er auch zu dem entfernt Verwandten Bartholomäus Schobinger.
Er hatte auch eine ausgeprägte Neigung zur Alchemie und unterhielt Verbindungen zum Pfarrer und «Goldmacher» Raphael Eglin (1559–1622) in Zürich. Bei der 1737 vorgenommenen Erweiterung seines ehemaligen Wohnsitzes Zum Thiergarten in Schaffhausen wurden in den Mauern noch einige Reliquien von dieser Goldmacherey gefunden, offenbar habe er mit seinen Experimenten sein Gold zum Schornstein ausfladeren lassen.